# 24 juillet 1933
Le lundi 24 juillet 1933 est le 205e jour de l'année 1933.

## Naissances
- Jean Wertheimer (mort le 22 septembre 1999), médecin psychogériatre suisse
- Joël Pillard, footballeur français
- John Aniston, acteur américain
- John Meredith (mort le 9 septembre 2000), peintre canadien

## Décès
- Ludwig von Schröder (né le 17 juillet 1854), amiral allemand
- Max von Schillings (né le 19 avril 1868), chef d'orchestre, compositeur et directeur de théâtre allemand

## Événements
- Découverte des astéroïdes (1645) Waterfield, (1668) Hanna, (1726) Hoffmeister, (2136) Jugta, 2158 Tietjen, (3957) Sugie, 4589 McDowell